# Satyrus twomeyi
Satyrus twomeyi är en fjärilsart som beskrevs av Colin W. Wyatt 1961. Satyrus twomeyi ingår i släktet Satyrus och familjen praktfjärilar. Inga underarter finns listade.